# Czyżów Plebański
Czyżów Plebański – wieś w Polsce położona w województwie świętokrzyskim, w powiecie sandomierskim, w gminie Zawichost.
W latach 1975–1998 miejscowość administracyjnie należała do województwa tarnobrzeskiego.
Przez miejscowość przebiega droga wojewódzka nr 755.

## Zabytki
- Barokowy kościół pw. Wszystkich Świętych z 1740 roku[6]. Świątynia została wzniesiona na miejscu gotyckiego kościoła z 1453 roku zniszczonego podczas najazdu Szwedów[6]. W czasie II wojny światowej uszkodzeniu uległ dach kościoła – odbudowany w latach powojennych[6]. Budowla jest orientowana, oprócz nawy głównej posiada dwie kaplice boczne oraz trzykondygnacyjną wieżę[6]. Obok kościoła znajduje się barokowa dzwonnica. Kościół, dzwonnica oraz przykościelny cmentarz zostały wpisane do rejestru zabytków nieruchomych (nr rej.: A.779/1-3 z 12.11.1947, z 16.10.1956, z 23.06.1967 i z 20.05.1977)[7].
- Cmentarz parafialny (nr rej.: A.780 z 14.06.1988)[7].

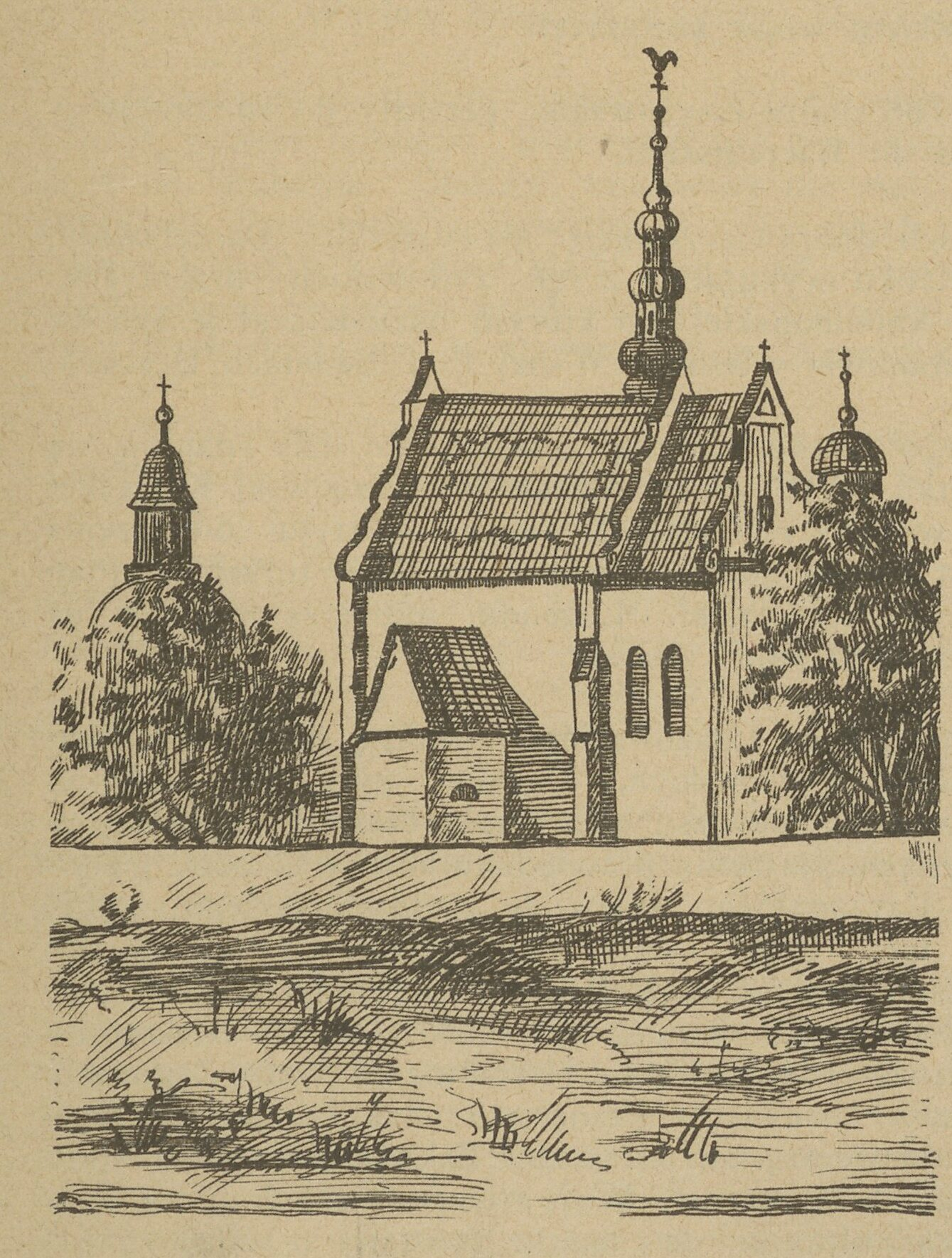
Kościół przed 1907

## Dawne części wsi – obiekty fizjograficzne
W latach 70. XX wieku przyporządkowano i opracowano spis lokalnych części integralnych dla Czyżowa Plebańskiego zawarty w tabeli 1.

| Nazwa wsi – miasta           | Nazwy części wsi – miasta | Nazwy obiektów fizjograficznych – charakter obiektu                       |
| ---------------------------- | ------------------------- | ------------------------------------------------------------------------- |
| I. Gromada CZYŻÓW SZLACHECKI |                           |                                                                           |
| 1. Czyżów Plebański          | 1. Błonie 2. Zapusty      | 1. Błonie – pola 2. Dworskie – pola 3. Pod Lasem – pola 4. Zapusta – pola |